# Сант'Еджидио дел Монте Албино
Сант'Еджѝдио дел Мо̀нте Албѝно (на италиански: Sant'Egidio del Monte Albino; на неаполитански: San Gilje, Сан Джилие) е градче и община в Южна Италия, провинция Салерно, регион Кампания. Разположено е на 855 m надморска височина. Населението на общината е 8942 души (към 2010 г.).